# Umoonasaurus
Umoonasaurus demoscyllus
Genre
Espèce
Umoonasaurus est un genre fossile de plésiosaures de la famille des Leptocleididae. Ce reptile a vécu il y a environ 115 millions d'années à la fin du Crétacé inférieur (Aptien - Albien) dans les mers peu profondes couvrant une partie de ce qui est aujourd'hui l'Australie. La seule espèce rattachée au genre est son espèce type, Umoonasaurus demoscyllus.

## Historique
Le genre Umoonasaurus et l'espèce Umoonasaurus demoscyllus sont décrits en 2006 par les paléontologues Benjamin P. Kear (d), Natalie I. Schroeder (d) et Michael S. Y. Lee (d),,.

### Fossiles
Selon Paleobiology Database en 2024, le nombre de collections référencées de fossiles est de quatre. Ces collections sont de l'Aptien inférieur à l'Albien inférieur du Crétacé inférieur, c'est-à-dire datent de 125 à 100,5 Ma avant notre ère.

### Famille
Selon Paleobiology Database en 2024, le genre est décrit dans la famille des Leptocleididae.

## Description
C'était un petit animal ne mesurant pas plus de 2,50 m de long. L'une des caractéristiques les plus frappantes chez Umoonasaurus est la présence de trois crêtes situées sur sa tête.

## Systématique
Le nom valide complet (avec auteur) de ce taxon est Umoonasaurus Kear (d), Schroeder (d) & Lee (d), 2006,.

### Étymologie
Le nom générique, Umoonasaurus, est la combinaison de Umoona, le nom indigène en langue Antakirinja (en) de la région de Coober Pedy, et du grec ancien σαύρος, saúros, « lézard ».
L'épithète spécifique, demoscyllus, dérive de la combinaison en grec ancien de δῆμος, dẽmos, « le peuple » et Σκύλλα, Skúlla, « Scylla », le monstre marin.

### Cladogramme
Cladogramme de la famille des Leptocleididae basé sur l'analyse de Ketchum (d) et Benson (d) en 2011 :
En complément, on peut aussi consulter l'image de 2013, concernant la phylogénie complète des plésiosaures :
| Phylogénie complète 2013 des plésiosaures. |

|              | Umoonasaurus                                                 |
|              |                                                              |
| Leptocleidus | \| \| L. capensis \| \| \| \| \| \| L. superstes \| \| \| \| |
|              | \| \| L. capensis \| \| \| \| \| \| L. superstes \| \| \| \| |
|              | L. capensis                                                  |
|              |                                                              |
|              | L. superstes                                                 |
|              |                                                              |

|  | L. capensis  |
|  |              |
|  | L. superstes |
|  |              |

|              | Umoonasaurus                                                 |
|              |                                                              |
| Leptocleidus | \| \| L. capensis \| \| \| \| \| \| L. superstes \| \| \| \| |
|              | \| \| L. capensis \| \| \| \| \| \| L. superstes \| \| \| \| |
|              | L. capensis                                                  |
|              |                                                              |
|              | L. superstes                                                 |
|              |                                                              |

|  | L. capensis  |
|  |              |
|  | L. superstes |
|  |              |

|              | Umoonasaurus                                                 |
|              |                                                              |
| Leptocleidus | \| \| L. capensis \| \| \| \| \| \| L. superstes \| \| \| \| |
|              | \| \| L. capensis \| \| \| \| \| \| L. superstes \| \| \| \| |
|              | L. capensis                                                  |
|              |                                                              |
|              | L. superstes                                                 |
|              |                                                              |

|  | L. capensis  |
|  |              |
|  | L. superstes |
|  |              |

|              | Umoonasaurus                                                 |
|              |                                                              |
| Leptocleidus | \| \| L. capensis \| \| \| \| \| \| L. superstes \| \| \| \| |
|              | \| \| L. capensis \| \| \| \| \| \| L. superstes \| \| \| \| |
|              | L. capensis                                                  |
|              |                                                              |
|              | L. superstes                                                 |
|              |                                                              |

|  | L. capensis  |
|  |              |
|  | L. superstes |
|  |              |

### Publication originale
- (en) Benjamin P. Kear, Natalie I. Schroeder et Michael S. Y. Lee, « An archaic crested plesiosaur in opal from the Lower Cretaceous high-latitude deposits of Australia », Biology Letters, Royal Society, vol. 2, no 4,‎ 22 décembre 2006, p. 615-619 (ISSN 1744-9561 et 1744-957X, OCLC 474499746, PMID 17148303, PMCID 1833998, DOI 10.1098/RSBL.2006.0504, lire en ligne).